# Xã Hillsboro, Quận Montgomery, Illinois
Xã Hillsboro (tiếng Anh: Hillsboro Township) là một xã thuộc quận Montgomery, tiểu bang Illinois, Hoa Kỳ. Năm 2010, dân số của xã này là 5.501 người.